# Sanje-Mangabe

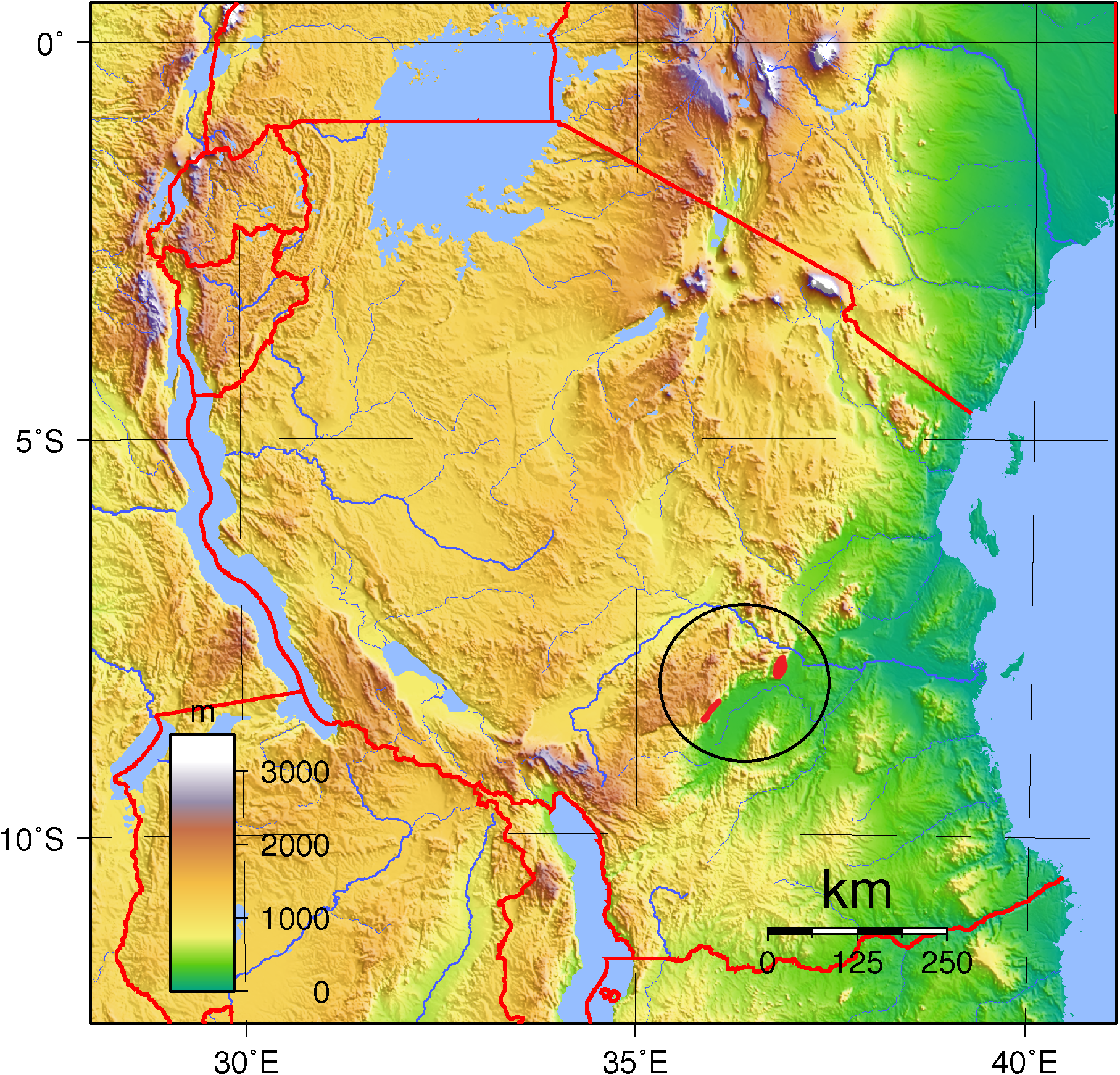
Rot im Kreis, das Verbreitungsgebiet der Sanje-Mangabe in Tansania

Die Sanje-Mangabe (Cercocebus sanjei) ist eine Primatenart aus der Familie der Meerkatzenverwandten (Cercopithecidae). Sie ist in Tansania endemisch. Sie wurde früher und wird gelegentlich auch noch heute als Unterart der Haubenmangabe (Cercocebus galeritus) betrachtet.

## Merkmale
Sanje-Mangaben erreichen eine Kopfrumpflänge von 50 bis 65 Zentimeter, wozu noch ein etwa 55 bis 60 Zentimeter langer Schwanz kommt. Ihr Gewicht variiert zwischen ca. 10 (Männchen) bzw. 5 bis 6 (Weibchen) Kilogramm. Sanje-Mangaben haben ein graues Fell, Hände und Füße sind dunkler, der Bauch ist heller, nahezu weißlich. Die unbehaarte Gesichtshaut ist rosa oder grau, wie alle Vertreter ihrer Gattung haben Sanje-Mangaben weißliche Augenlider. Der Schwanz ist relativ lang und an der Spitze weiß.

## Lebensraum und Lebensweise
Diese Primaten kommen ausschließlich an einigen Osthängen der Udzungwa-Berge und in Wäldern rund um den Mwanihana im südlichen Tansania vor, wo sie Wälder an Flussufern in einer Höhe von 400 bis 1600 Metern bewohnen. Sie verbringen mehr als 50 % ihrer Zeit auf dem Erdboden.
Sie sind tagaktiv und leben in Gruppen. Ihre Nahrung besteht aus Früchten, Samen, Nüssen und Kleintieren. Mehr als 50 % der Nahrung besteht aus Früchten, etwa ein Viertel aus Samen und ca. 10 % aus Insekten und anderen Wirbellosen. Blätter, Blüten, Borke, Pilze, Flechten und Pflanzensäfte machen nur einen geringen Teil an ihrer Nahrung aus. Zu den Kleintieren, die gefressen werden, gehören Insekten, Tausendfüßer, Schnecken, Frösche, Süßwasser- und Landkrabben und Chamäleons.
Sanje-Mangaben vermehren sich das ganze Jahr über. Zur Zeit ihrer Fruchtbarkeit entwickeln die Weibchen eine auffällige Sexualschwellung. Nach einer Tragzeit von etwa 173 Tagen wird ein einzelnes Jungtier geboren.

## Gefährdung
Sanje-Mangaben zählen zu den bedrohtesten Primaten Afrikas. Die Gesamtpopulation wird auf weniger als 1300 Tiere geschätzt, die in zwei 85 Kilometer voneinander entfernten Populationen leben. Die Hauptbedrohung ist die Zerstörung ihres ohnehin schon kleinen Lebensraumes, hinzu kommt die Bejagung. Die größere der beiden Populationen lebt allerdings in einem Schutzgebiet, dem  Udzungwa Mountains National Park. Die IUCN listet die Art als „stark gefährdet“ (endangered).